# Военные награды Израиля
Военные награды Израиля (ивр. עיטורי צה"ל‎) — государственные награды вручаемые военнослужащим Армии обороны Израиля (АОИ) за героизм и мужество, проявленные в боевой обстановке, а также награды, предназначенные для награждения гражданских лиц, в том числе иностранных граждан, за укрепление обороноспособности Израиля и военное сотрудничество.

## Знак отличия «ЦАЛАШ»
«ЦАЛАШ» (ивр. צָלָ"ש - צִיוּן לְשֶבַח‎; дословный перевод: «прославляющая отметка», практически : «отмеченный в приказе») — был единственной формой награждения солдат в еврейских подпольных организациях, а затем — в Армии обороны Израиля во время Войны за независимость. Изначально его просто оглашали в приказе по части, а позже стали вручать наградное письмо («почётную грамоту»).

## Современные награды для военнослужащих АОИ
В настоящее время законом «О военных наградах» от 1970 года установлены следующие медали для военнослужащих:
|  | Медаль «За героизм» |
|  | Медаль «За отвагу»  |
|  | Медаль «За отличие» |

Закон «О военных наградах» также наделяет Начальника генерального штаба правом устанавливать дополнительные знаки отличия («ЦАЛАШ»). В настоящее время ими являются:
|  | Знак отличия Начальника Генерального Штаба |
|  | Знак отличия Командующего округом          |
|  | Знак отличия командира дивизии             |
|  | Знак отличия командира бригады             |

|  | Медаль благодарности Начальника Генерального штаба, которой могут быть награждены как военнослужащие, так и гражданские лица внёсшие значительный вклад в укрепление обороноспособности Израиля. |

Лица, отмеченные двумя и более наградами:
1. Авигдор Кахалани — Медаль «За героизм» и Медаль «За отличие»;
2. Шломо Ницани — Медаль «За героизм» и Медаль «За отличие»;
3. Даниэль Вердун — Медаль «За героизм» и 2 «Знака отличия Командующего округом»;
4. Йоси Лепер — Медаль «За героизм» и «Знак отличия Командующего округом»;
5. Овед Лизинский — 2 медали «За отвагу»;
6. Амнон Липкин-Шахак — 2 медали «За отвагу»;
7. Моше Кляйн — Медаль «За отвагу» и Медаль «За отличие»;
8. Илан Эгози — Медаль «За отвагу» и Медаль «За отличие»;
9. Гад Кароль — Медаль «За отвагу» и Медаль «За отличие»;
10. Йосеф Дирхли — Медаль «За отвагу» и Медаль «За отличие»;
11. Дов Тамри — Медаль «За отвагу» и 2 «Знака отличия Начальника Генерального Штаба»;
12. Мордехай Ратер — Медаль «За отвагу» и «Знак отличия Начальника Генерального Штаба»;
13. Кохав Хес — Медаль «За отвагу» и «Знак отличия Начальника Генерального Штаба»;
14. Эфраим Бар — Медаль «За отвагу» и «Знак отличия Командующего округом»;
15. Надав Сарир — Медаль «За отвагу» и «Знак отличия Командующего округом»;
16. Ури Он — Медаль «За отвагу» и «Знак отличия Командующего округом»;
17. Ашер Дер — Медаль «За отвагу» и «Знак отличия Командующего округом»;
18. Эхуд Дафна — Медаль «За отвагу» и «Знак отличия командира бригады»;
19. Йоав Брум — Медаль «За отвагу» и «Знак отличия командира бригады»;
20. Шлёма Агни — 2 медали «За отличие»;
21. Михаэль Бурт — 2 медали «За отличие»;
22. Нехамия Коэн — Медаль «За отличие» и 4 «Знака отличия Начальника Генерального Штаба»;
23. Эхуд Барак — Медаль «За отличие» и 4 «Знака отличия Начальника Генерального Штаба»;
24. Амитай Хасон — Медаль «За отличие» и 4 «Знака отличия Начальника Генерального Штаба»;
25. Хаим Наве — Медаль «За отличие» и 3 «Знака отличия Начальника Генерального Штаба»;
26. Авраам Мухтар — Медаль «За отличие» и 2 «Знака отличия Начальника Генерального Штаба»;
27. Авшалом Хорен — Медаль «За отличие» и 2 «Знака отличия Начальника Генерального Штаба»;
28. Рафаэль Сабрун — Медаль «За отличие» и «Знак отличия Начальника Генерального Штаба»;
29. Одед Абарбанель — Медаль «За отличие» и «Знак отличия Начальника Генерального Штаба»;
30. Ашер Этрог — Медаль «За отличие» и «Знак отличия Начальника Генерального Штаба»;
31. Уриэль Хефец — Медаль «За отличие» и «Знак отличия Начальника Генерального Штаба»;
32. Амрам Мицна — Медаль «За отличие» и «Знак отличия Начальника Генерального Штаба»;
33. Дан Села — Медаль «За отличие» и «Знак отличия Начальника Генерального Штаба»;
34. Гидеон Кин — Медаль «За отличие» и «Знак отличия Начальника Генерального Штаба»;
35. Цадок Аарон — Медаль «За отличие» и «Знак отличия Начальника Генерального Штаба»;
36. Марко Ашкенази — Медаль «За отличие» и «Знак отличия Начальника Генерального Штаба»;
37. Нисим Ицхак — Медаль «За отличие» и «Знак отличия Начальника Генерального Штаба»;
38. Ишай Кацир — Медаль «За отличие» и «Знак отличия Начальника Генерального Штаба»;
39. Менахем Саги — Медаль «За отличие» и «Знак отличия Начальника Генерального Штаба»;
40. Шлом Нисим — Медаль «За отличие» и «Знак отличия Командующего округом»;
41. Амос Яркони — Медаль «За отличие» и «Знак отличия Командующего округом»;
42. Алексей Калганов — Медаль «За отличие» и «Знак отличия командира дивизии»;
43. Элиягу Гертлер — «Знак отличия Начальника Генерального Штаба», 2 «Знака отличия Командующего округом» и «Знак отличия командира бригады»;
44. Узи Цур — «Знак отличия Начальника Генерального Штаба» и «Знак отличия Командующего округом»;
45. Рам Алон — «Знак отличия Начальника Генерального Штаба» и «Знак отличия командира бригады»;
46. Шлёмо Арбели — 3 «Знака отличия Командующего округом»;
47. Шалом Коен — 2 «Знака отличия Командующего округом»;
48. Боаз Пелег — 2 «Знака отличия Командующего округом»;
49. Рафаэль (имя засекречено) — 2 «Знака отличия Командующего округом»;
50. Ави Гивати — «Знак отличия командира дивизии» и «Знак отличия командира бригады»[1].

## Исторические награды
- Звание Герой Израиля — присвоено в 1948 году 12 героям Войны за независимость, и с тех пор не присваивалось; впоследствии всем награждённым были вручены медали «За героизм».

- Медаль «Катамон» — Вручалась солдатам, участвовавшим в 1948 году в сражении за Катамон (район Иерусалима). В 1949 году решение об учреждении награды было отменено.

## Планки участия в военных действиях
|  | Война за независимость       |
|  | Синайская война              |
|  | Шестидневная война           |
|  | Война на истощение           |
|  | Война Судного дня            |
|  | Ливанская война              |
|  | Конфликт в Зоне безопасности |
|  | Вторая Ливанская война       |
|  | Операция «Нерушимая скала»   |
|  | Знак обороны Иерусалима      |

## Планки ветеранов организаций, боровшихся за независимость Израиля и противнацизма
|  | Ха-Шомер                                                              |
|  | Нили                                                                  |
|  | Еврейский легион (1917-1919) Еврейская бригада (Вторая мировая война) |
|  | Хагана                                                                |
|  | Иргун (Эцел)                                                          |
|  | ЛЕХИ                                                                  |
|  | Мишмар                                                                |
|  | армий и организаций, боровшихся с нацизмом                            |
|  | Знак бывших заключенных во время Британского мандата в Палестине      |

## Медали для ветеранов войны противнацизма
|  | Медаль «Борец с нацизмом»                       |
|  | Юбилейная медаль 45 лет Победы                  |
|  | Юбилейная медаль 50 лет Победы                  |
|  | Юбилейная медаль 55 лет Победы                  |
|  | Юбилейная медаль 60 лет Победы                  |
|  | Юбилейная медаль 65 лет Победы                  |
|  | Юбилейная медаль 70 лет Победы                  |
|  | Юбилейная медаль 70 лет Победы (второй вариант) |
|  | Юбилейная медаль 75 лет Победы                  |
|  | Юбилейная медаль 80 лет Победы                  |

## Другие награды
|  | Медаль «За службу в Израиле» — вручается иностранным военным атташе, прослужившим в Израиле не менее двух лет.                                                                                    |
|  | Знак «За боевую службу» (старый вариант) — вручается непосредственным участникам боевых действий или прослужившим более 18 месяцев на контролируемых территориях в составе боевых подразделений.  |
|  | Планка «За боевую службу» (новый вариант) — вручается непосредственным участникам боевых действий или прослужившим более 18 месяцев на контролируемых территориях в составе боевых подразделений. |
|  | Польско-израильский знак памяти Холокоста «Свидетели в форме» — вручается офицерам или сверхсрочникам, отобранным специальной комиссией для участия в памятных церемониях на территории Польши.   |

В Израильской армии не принято ношение иностранных наград, хотя их принятие не запрещается. Многие военнослужащие за свою службу награждаются наградами союзников (США, Британия, НАТО и т. д.).
Также в Израиле не принято ношение полноразмерных наград, а только планок. Исключения составляют награды ветеранов войны с нацизмом и награды, носимые военными атташе за границей.